# St. Vitus (Rettenbach am Auerberg)

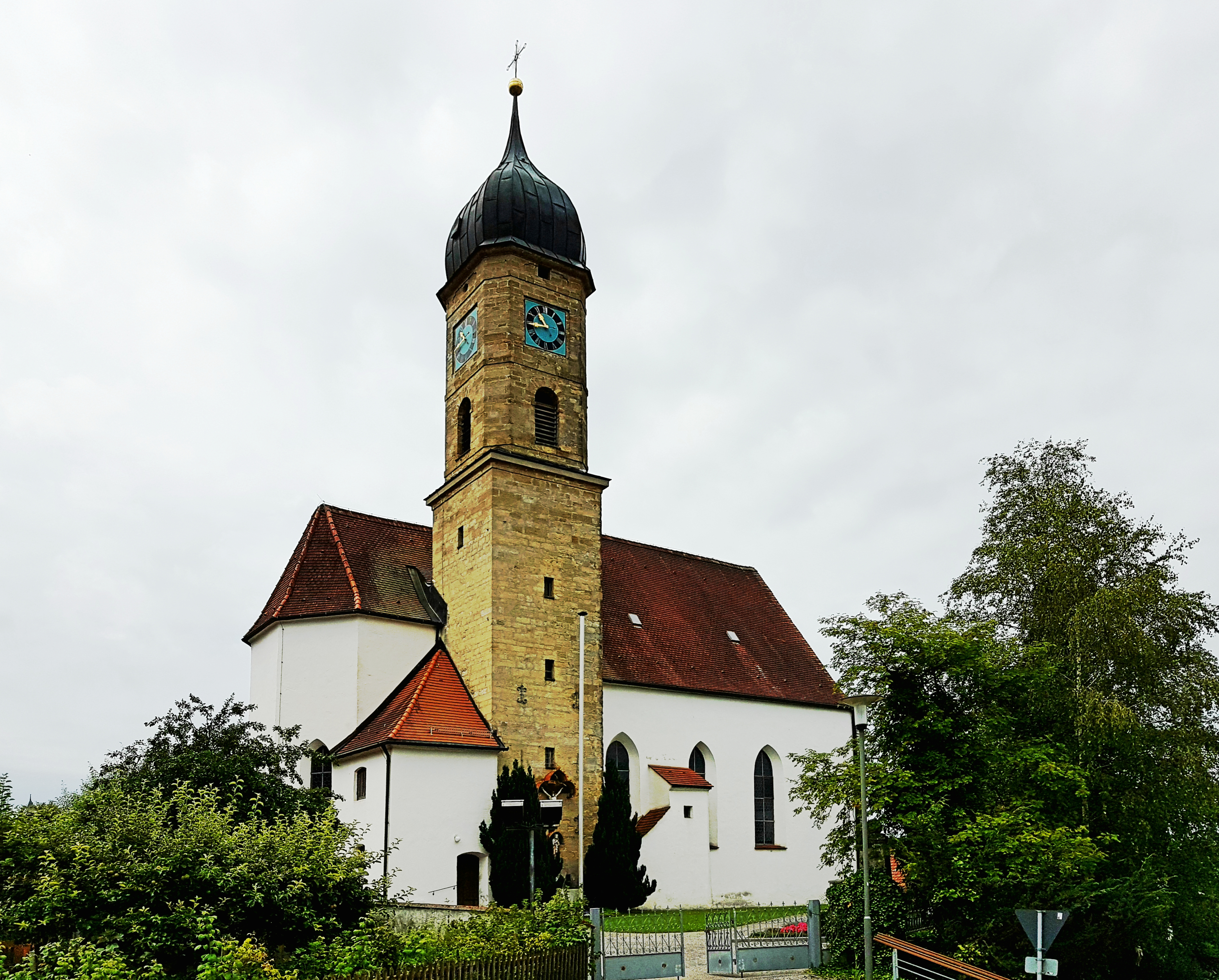
Pfarrkirche St. Vitus

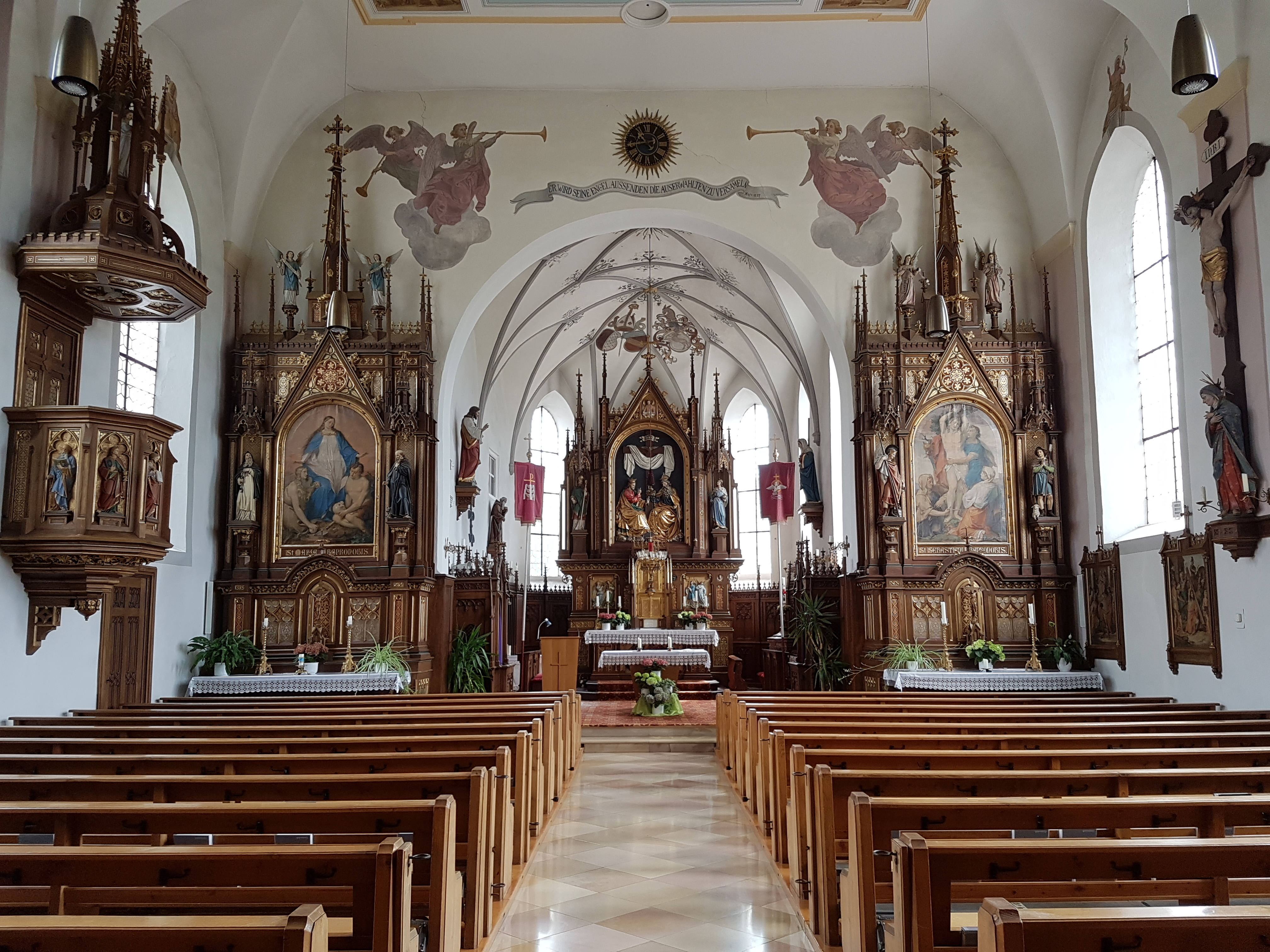
Innenraum

Die katholische Pfarrkirche St. Vitus in Rettenbach am Auerberg an der Ostgrenze des Landkreises Ostallgäu in Bayern ist ein barockisiertes, aus der Spätgotik stammendes Bauwerk mit einer regotisierten Ausstattung (Schreiner- und Bildhauerarbeiten).

## Geschichte

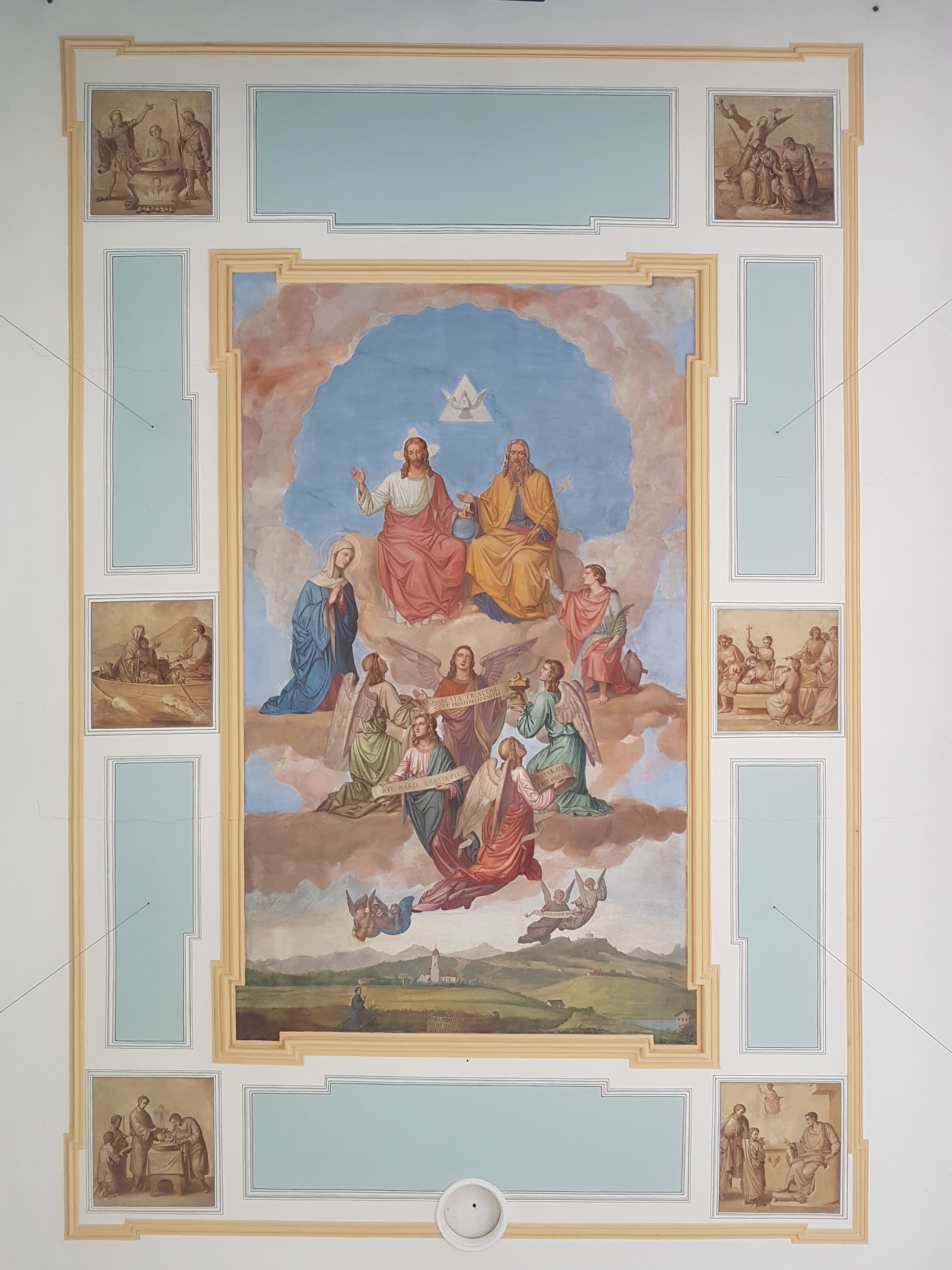
Deckenfresko

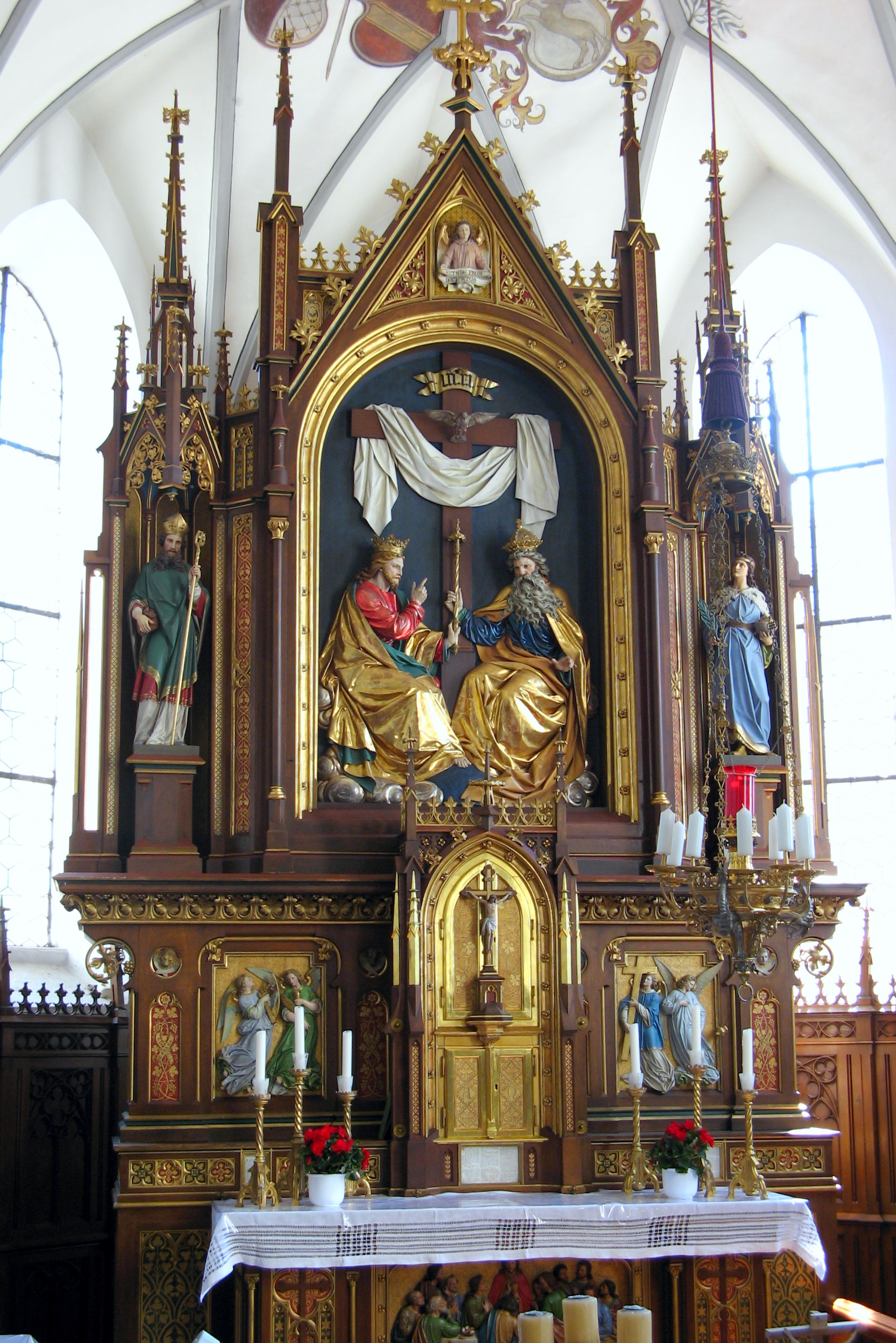
Hochaltar

Um 1228 wird die vom Kloster Ottobeuren gegründete Kirche erstmals erwähnt. Ein spätgotischer Neubau erfolgte 1500 und am 9. November 1508 wurde sie mit drei Altären vom Augsburger Weihbischof Heinrich von Adranyt geweiht. Im Jahr 1650 wurde der Bau nach Beschädigungen im Dreißigjährigen Krieg wieder instand gesetzt und 1685 mit neuer Ausstattung erweitert.

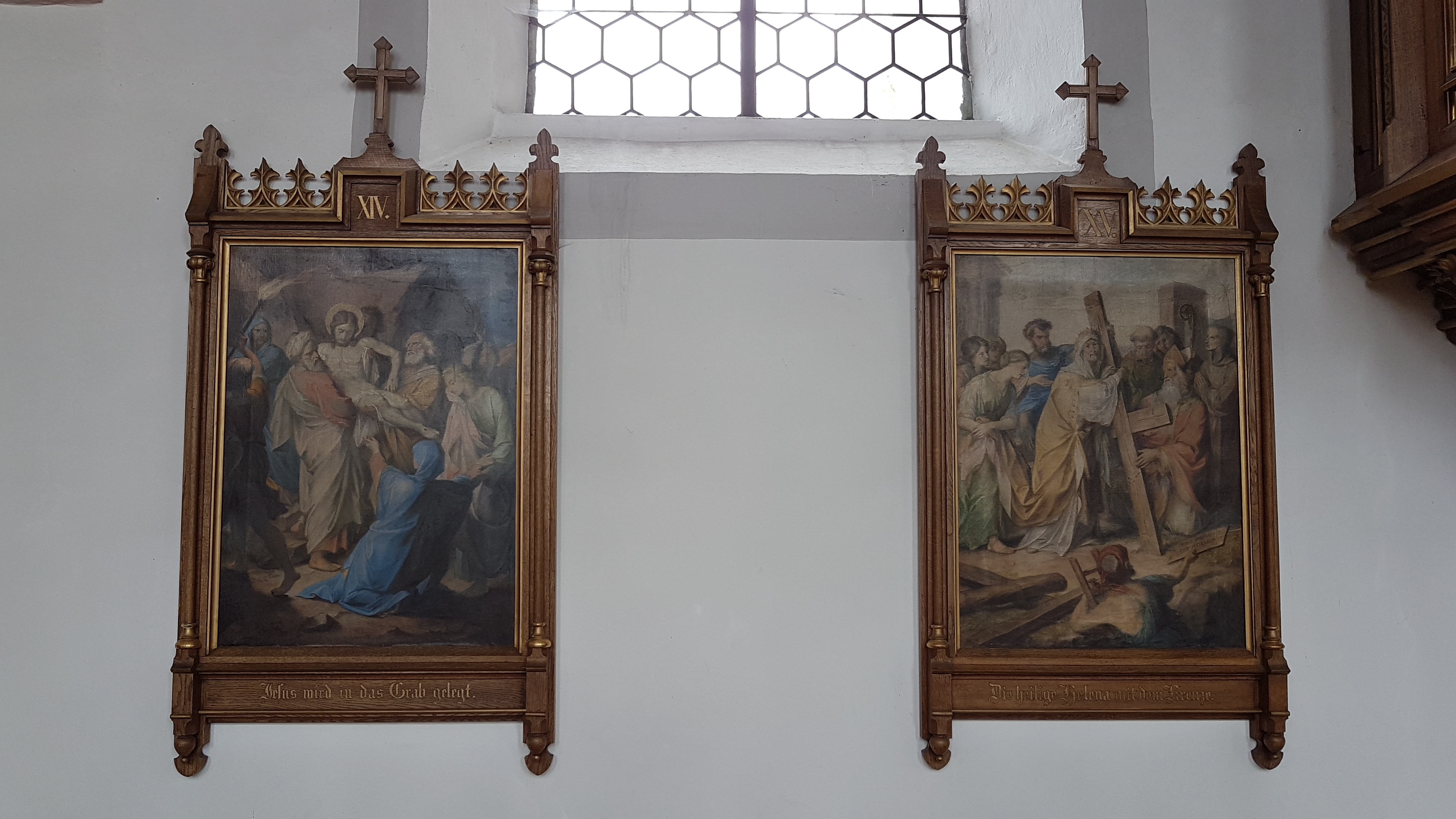
Kreuzwegbilder

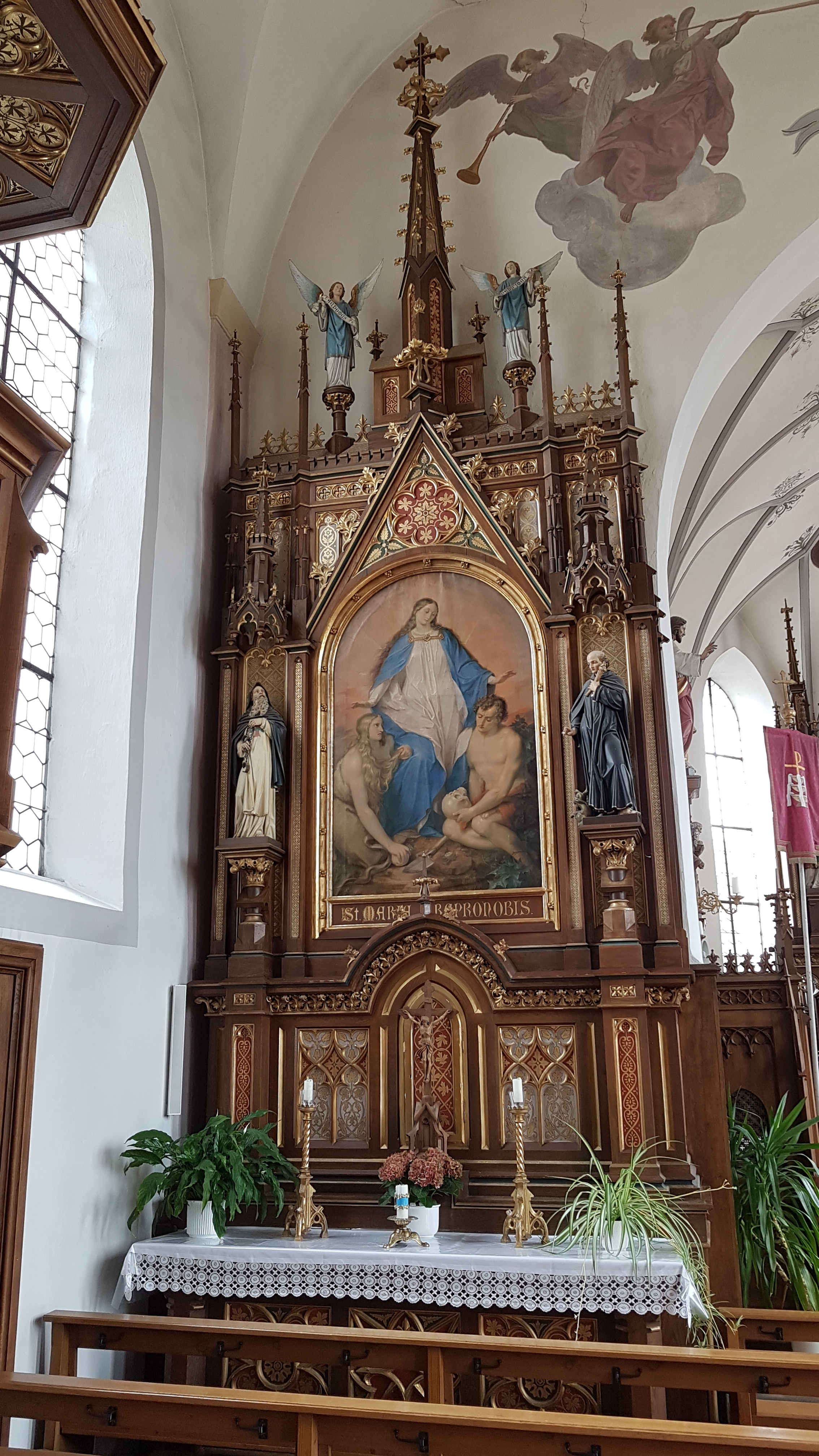
Linker Seitenaltar

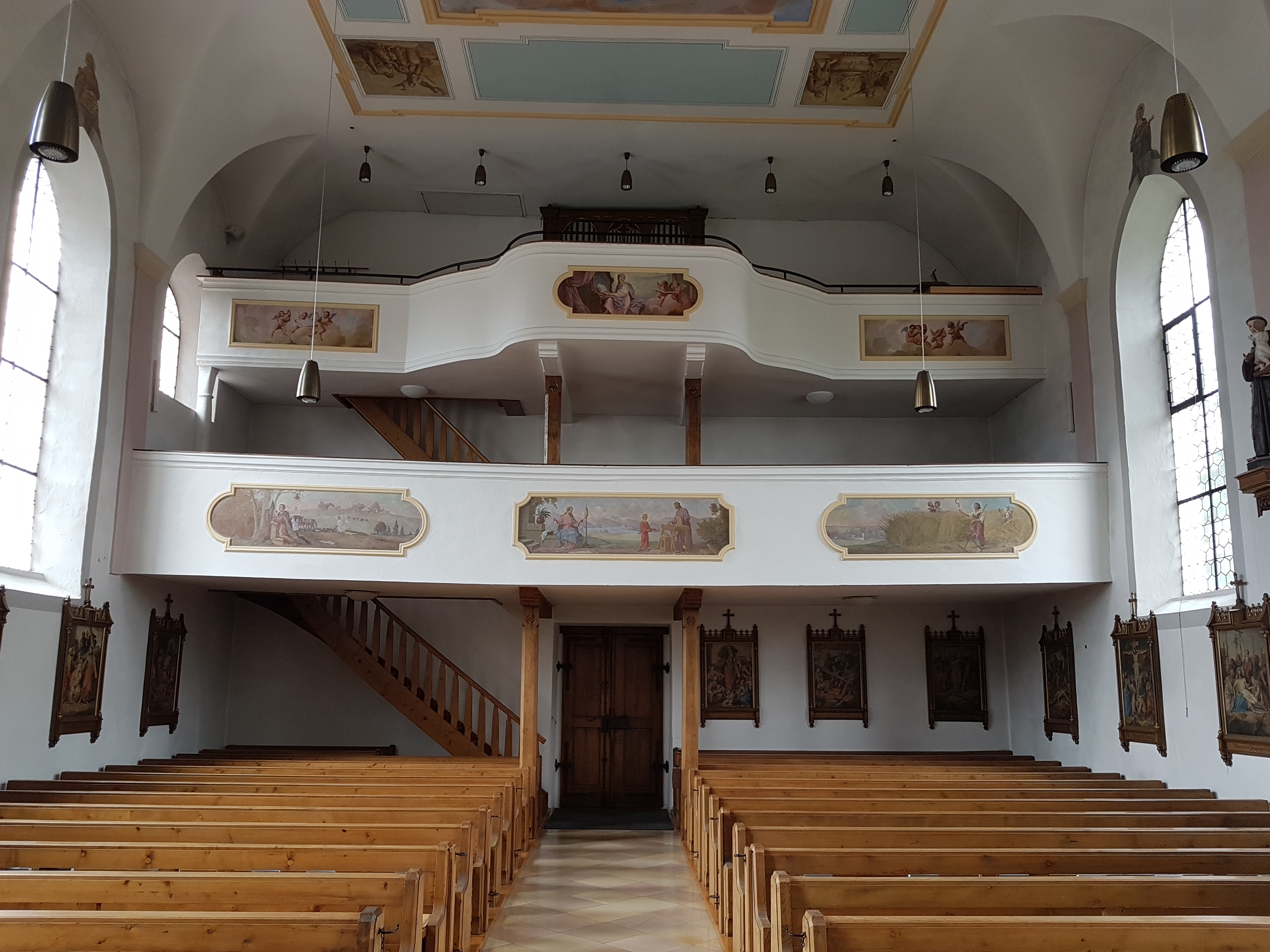
Innenraum mit Blick zur Empore

Der Kirchturm wurde 1760 neu errichtet. Im Zuge der Restaurierung von 1870/71 verlor die Pfarrkirche die gesamte barocke Einrichtung und wurde mit hochwertigen neugotischen Bildhauer- und Schreinerarbeiten neu ausgestattet. Weitere Restaurierungen fanden 1929 und 1965 statt.

## Beschreibung
Die Vituskirche gliedert sich in ein dreijochiges Langhaus mit kurzem Emporenjoch und einen zweijochigen, stark eingezogenen Chor. Der zwiebelbekrönte Kirchturm ist an der Nordseite des ersten Chorjochs angebaut. Außen am Langhaus befindet sich ein Anbau, über den der Kanzelzugang geführt ist. Das Langhaus besitzt im Innern ein Flachgewölbe mit  Stichkappen, im Chor ist das spätgotische Netzrippengewölbe mit freigelegten Frührenaissancemalereien (um 1515 bis 1517) vorhanden.

### Ausstattung
Die stilvolle neugotische Altarausstattung stammt vom Münchener Josef Beyrer und wurde 1876/81 angefertigt. Im Hochaltar befindet sich ein Hochrelief der Heiligen Dreifaltigkeit, in Baldachinkonsolen stehen die Assistenzfiguren der Heiligen Ulrich und Afra. Während des Kirchenjahrs werden vor das Altarrelief die vom Obergünzburger Johannes Kaspar gemalten Ölgemälde Christi Geburt, Jesus am Ölberg, Auferstehung Christi, Guter Hirte, Christi Kreuzigung und Schlüsselverleihung an Petrus (im Nazarenerstil) wechselweise vorangestellt. Das auf beiden Chorseiten angebrachte Chorgestühl ist von hoher Qualität.
Am nördlichen Seitenaltar befindet sich zwischen den Assistenzfiguren des heiligen Leonhard und des heiligen Magnus das Altarbild Maria Immakulata segnet die Ur-Stammeseltern Adam und Eva, am südlichen Seitenaltar zwischen den Assistenzfiguren des heiligen Florian und des heiligen Wendelin das Altarbild Die Losbindung des heiigen Sebastian. Beide Gemälde wurden wie die in kunstvoller Holzrahmung befindlichen Kreuzwegstationen ebenfalls von Johannes Kaspar gemalt.
Die Deckenfresken im Langhaus zeigen im Hauptbild Die Heilige Dreifaltigkeit mit Maria und dem heiligen Vitus als Fürbitter über dem Ort Rettenbach, die kleinen Fresken in der Umrahmung stellen Szenen aus der Vituslegende dar. Gemalt wurden diese 1869 von Franz Osterried. Das Kruzifix, mit einer Mater Dolorosa, gegenüber der Kanzel (um 1880) stammt aus dem 17./18. Jahrhundert.
Als weitere Ausstattung sind die neugotischen Kirchenbänke, die Doppelempore von 1786/87 mit frühklassizistischen Fresken, sowie ein lebensgroßer Kerkerchristus aus dem dritten Viertel des 18. Jahrhunderts im Vorzeichen zu nennen.

### Grabsteine
An den Außenwänden der Kirche sind mehrere Grabsteine für die Rettenbacher Pfarrer Anton Hänle († 1760), Gebhard Imker († 1835), Joseph Schnöller († 1800) und Franz Sales Spiess († 1846) sowie eine Gedenktafel aus Solnhofener Jurastein für die Gefallenen der Napoleonische Kriege von 1805 bis 1815 eingelassen.